# Antonio Bazán Legasa
Antonio Bazán Legasa (geboren am 19. Mai 1996 in Pamplona) ist ein spanischer Handballspieler, der auf der Spielposition Kreisläufer eingesetzt wird.

## Vereinskarriere
Bazán begann mit dem Handball im Alter von zwölf Jahren bei Balonmano Ardoi. Seit seinem 17. Lebensjahr spielte er bei Helvetia Anaitasuna in der Liga Asobal. Nach der Saison 2023/2024 verließ er aus beruflichen Gründen den Verein. Wegen seines Aufenthaltes in Barcelona im Rahmen seiner Arztausbildung trainierte er ab 2024 zunächst beim FC Barcelona und lief mit dem Team auch in Liga und Pokal auf. Im Februar 2025 wurde er weiter bis zum Ende der Saison 2024/2025 verpflichtet.
Mit den Teams aus Pamplona und Barcelona nahm er an europäischen Vereinswettbewerben teil.

## Auswahlmannschaften
Er stand im Aufgebot spanischer Nachwuchsauswahlmannschaften. Sein erstes Spiel für Spanien absolvierte er am 2. Juli 2013 mit der promesas selección gegen die Auswahl Frankreichs.
Bazán spielte als Jugendnationalspieler Spaniens bei der U-18-Europameisterschaft in Polen (2014) und der U-19-Weltmeisterschaft in Russland (2015).
Als Juniorennationalspieler Spaniens nahm er an der U-20-Europameisterschaft in Dänemark (2016) teil, bei der er mit dem Team Europameister wurde, und an der U-21-Weltmeisterschaft in Algerien (2017), bei der die Spanier Weltmeister wurden. Er stand bis Juli 2017 in 78 Spielen im Aufgebot der spanischen Nachwuchsteams und erzielte dabei 134 Tore.
Seinen ersten Einsatz für die spanische A-Nationalmannschaft hatte er am 4. April 2018 gegen Tunesien. Mit dem Team gewann er die Mittelmeerspiele 2022. Er bestritt bis März 2023 insgesamt 21 Länderspiele für Spaniens A-Auswahl und warf dabei 15 Tore.

## Privates
Antonio Bazán ist Arzt.